# 이종두
이종두(李鍾斗, 1962년 4월 5일 ~ )는 대한민국의 야구 선수, 지도자로 전 KBO 리그 쌍방울 레이더스의 외야수이자, 전 대구상원고등학교의 야구부 감독이다.
1985년 한양대학교 체육교육학과를 졸업하고 연고 팀 삼성 라이온즈에 입단하여 활동하였다.

## 출신 학교
- 1975년 : 대구삼덕초등학교
- 1978년 : 경상중학교
- 1981년 : 대구상업고등학교
- 1985년 : 한양대학교 (체육교육학과 1981학번)

## 아마추어 시절
대구상업고등학교(현 대구상원고등학교)를 졸업하고 한양대학교 (체육교육학과 1981학번)에 진학하며 당초 투수였다가 고교(1980년) 3학년 때 타자로 전향했는데 한양대 (체육교육학과 1981학번)시절인 1984년 하계 올림픽에 국가대표 야구선수로 참가하였다.
타자 전향 첫 해인 1980년 3만5천 관중이 몰린 봉황대기에서 대구상고 이종두는 고교야구 사상 첫 사이클링히트를 기록하며 첫 타석부터 홈런,2루타,3루타를 쳐  단타만 남은 상황이었는데 완벽한 2루타를 치고 그냥 1루에 머물면서  기록을 작성한다.

## 프로 시절
한양대 (체육교육과 1981학번)졸업 후 1985년 신인 드래프트에서 삼성 라이온즈의 1차 지명을 받고 입단하였는데 쌍방울이 1996년 10월 31일 개최된 97 드래프트에서 2차 지명한 정회선의 지명권을 삼성에 양도하는 조건으로 김성현과 함께 정회선의 보상선수 형식으로 쌍방울 유니폼을 입었다.
그리고 신기하게도 그의 별명은 외국배우의 이름인 게리 쿠퍼다.

## 코치 시절
현역 선수 은퇴 후 한동안 프로야구계를 떠났다가 2001년 시즌 뒤  우용득 롯데 감독대행이  정식 감독으로 부임하면서 롯데 자이언츠 2군 타격코치를 맡아 프로야구계에 돌아왔는데 2002년 6월 11일부터 1군 타격코치로 보직이 변경됐으며 며칠 후 우용득 감독이 성적부진으로 도중하차한 뒤 백인천 감독이 후임으로 부임했는데 백 감독은 1995년 말 삼성 라이온즈 감독으로 부임한 후 본인(이종두) 김성래 강기웅 등 대구 출신 고참들을   강력히 정리했었다.
결국 2002년 말   SK 와이번스 2군 타격코치로 자리를 옮겼고 2005년 6월 26일부터 1군 타격코치로 보직이 변경됐으며  같은 해 말 준플레이오프 패퇴에 따른 문책성 해고에 맞춰  삼성 라이온즈의 코치로 자리를 옮겨 친정에 복귀했고 2009년에는 삼성 라이온즈의 2군 타격코치를 역임했다.
2009년 9월 한대화 감독이 부임했을 때 한화 이글스의 신임 수석코치로 내정되어 강성우 배터리 코치, 하나마스 고지 트레이너 등과 함께 한화 이글스로 옮겼다.
김응용 감독 부임 후 한화 이글스를 떠나 친정 팀으로 복귀했으며 1988년 한국시리즈 직후 "장거리포 타자"가 필요하다는 빙그레(현 한화) 측의 판단 아래 빙그레 유니폼을 입을 뻔 했으나 교환조건이 맞지 않아 좌절됐다.

## 통산 기록
| 연도 | 팀명   | 타율  | 경기 | 타수 | 득점 | 안타 | 2루타 | 3루타 | 홈런 | 루타 | 타점 | 도루 | 도실 | 볼넷 | 사구 | 삼진 | 병살 | 실책 |
| ---- | ------ | ----- | ---- | ---- | ---- | ---- | ----- | ----- | ---- | ---- | ---- | ---- | ---- | ---- | ---- | ---- | ---- | ---- |
| 1985 | 삼성   | 0.231 | 92   | 186  | 28   | 43   | 8     | 3     | 6    | 75   | 31   | 6    | 3    | 15   | 3    | 41   | 3    | 5    |
| 1986 | 삼성   | 0.294 | 104  | 323  | 50   | 95   | 10    | 3     | 9    | 138  | 42   | 12   | 7    | 20   | 6    | 59   | 7    | 8    |
| 1987 | 삼성   | 0.270 | 99   | 304  | 49   | 82   | 8     | 1     | 10   | 122  | 38   | 14   | 2    | 22   | 4    | 44   | 11   | 5    |
| 1988 | 삼성   | 0.292 | 93   | 308  | 50   | 90   | 17    | 3     | 9    | 140  | 42   | 15   | 3    | 34   | 2    | 40   | 5    | 3    |
| 1989 | 삼성   | 0.273 | 110  | 333  | 63   | 91   | 15    | 3     | 10   | 142  | 52   | 26   | 12   | 33   | 5    | 49   | 5    | 4    |
| 1990 | 삼성   | 0.295 | 97   | 275  | 51   | 81   | 11    | 2     | 9    | 123  | 38   | 17   | 7    | 40   | 3    | 30   | 5    | 7    |
| 1991 | 삼성   | 0.342 | 21   | 76   | 20   | 26   | 6     | 0     | 5    | 47   | 19   | 9    | 2    | 10   | 2    | 15   | 1    | 0    |
| 1992 | 삼성   | 0.236 | 95   | 275  | 33   | 65   | 13    | 1     | 11   | 113  | 44   | 2    | 7    | 28   | 3    | 37   | 12   | 2    |
| 1993 | 삼성   | 0.249 | 10   | 354  | 50   | 88   | 18    | 2     | 14   | 152  | 51   | 4    | 4    | 43   | 6    | 59   | 9    | 2    |
| 1994 | 삼성   | 0.271 | 126  | 417  | 59   | 113  | 15    | 1     | 17   | 181  | 52   | 12   | 7    | 37   | 5    | 70   | 14   | 6    |
| 1995 | 삼성   | 0.236 | 45   | 123  | 18   | 29   | 5     | 1     | 3    | 45   | 11   | 1    | 0    | 12   | 1    | 28   | 6    | 2    |
| 1996 | 삼성   | 0.262 | 51   | 130  | 21   | 34   | 3     | 0     | 2    | 43   | 16   | 9    | 4    | 20   | 2    | 22   | 1    | 1    |
| 1997 | 쌍방울 | 0.276 | 15   | 29   | 6    | 8    | 2     | 0     | 0    | 10   | 2    | 0    | 1    | 5    | 2    | 6    | 1    | 0    |
| 통산 | 13시즌 | 0.270 | 1054 | 3133 | 498  | 845  | 131   | 20    | 105  | 1331 | 438  | 127  | 59   | 319  | 44   | 500  | 80   | 45   |